# Interacción de cuatro fermiones
En Teoría cuántica de campos, los fermiónes son descritos por campos espinoriales anticonmutativos. Una Interacción de cuatro fermiones describe una interacción local entre cuatro campos fermiónicos en un punto. Local aquí significa que todo ocurre en el mismo punto del espacio-tiempo. Esto podría ser una teoría de campo eficaz o podría ser fundamental.

## Teorías al respecto
- La Teoría de Fermi sobre la interacción débil. El término de interacción tiene una forma V-A, (Vector menos Vector axial).[1][2]
- El Modelo de Gross-Neveu. Esta es una teoría de cuatro fermiones sobre Fermiones de Dirac sin simetría quiral y, como tal, puede ser o puede no ser masiva.
- El Modelo de Thirring. Esta es una teoría de cuatro fermiones con un acoplamiento vectorial.
- El Modelo de Nambu–Jona-Lasinio. Esta es una teoría de cuatro fermiones sobre Fermiones de Dirac con simetría quiral y, como tal, no tiene masa desnuda.
- El Modelo Hubbard  que describe la transición entre sistemas conductores y aislantes.[3]
- El Condensado de quarks cima que describe una alternativa al modelo estándar en la cual un campo escalar de Higgs es reemplazado por un campo compuesto de quarks cima y sus antiquark.
- El Líquido de Tomonaga-Luttinger que describe electrones (u otros fermiones) interaccionando en un conductor unidimensional (por ejemplo, nanotubos).

Un ejemplo  no-relativista es la Teoría BCS en grandes escalas de longitud con los fonones integrados de manera que la fuerza entre dos electrones vestidos es aproximada por un "Período de contacto".
En cuatro dimensiones del espacio-tiempo, estas teorías no son renormalizables.